# Полёвка Шелковникова
Полёвка Шелковникова (Microtus schelkovnikovi) — вид млекопитающих. Грызун из семейства хомяковых. Обитают в Азербайджане и Иране. Вид назван в честь биолога Александра Бегбутовича Шелковникова. С недавних пор он рассматривается как единственный вид в подроде Hyrcanicola. Типовой экземпляр из Ленкоранского уезда «лес по дороге в селе Джи», находится  в Государственном музее Грузии.

## Описание
Один из наиболее мелких видов подрода кустарниковых полевок, длина тела 86-109 мм (в среднем 95,4 мм), масса 18-31 г. Хвост составляет 19-27% длины тела.  Окраска спины темно-бурая, с возрастом мех приобретает коричнево-шоколадный оттенок. Брюшная сторона тела – чуть светлее с явным охристым налетом. Мех короткий и бархатистый. 

## Биология
Для полевки Шелковникова характерен полуподземный образ жизни. В отличие от большинства видов полевок тропок между норами не вытаптывает, зверьки также не устраивают, питаясь в норах, используя подземные части (корневища, клубни) растений. Роющая деятельность внешне мало заметна, земляных выбросов не было отмечено.
Полевки Шелковникова живут моногамными парами, включающими самца, самку и молодых одного помета. Попытки сформировать экспериментальные группы из 3-4-животных, заканчивались образованием одной пары, остальные животные начинали терять вес и погибали в течение 2-5 дней. Самец охраняет семейную территорию, преследуя и атакуя чужаков. При встрече с незнакомыми полевками на нейтральной территории, чаще избегает контактов.
О потомстве заботятся не только самка, но и самец. Самка кормит детенышей молоком до 20 дня. До этого же возраста родители стаскивают их в гнездо. Подросшее потомство может мирно уживаться с родителями на одной территории. Детеныши рождаются голые, слепые, ушные проходы закрыты. На 2-3 день на спине появляется пух, на 5 день – темная шерсть; позднее шерсть образуется на животе и конечностях.

## Распространение
Обитатель лесной зоны Талыша в Восточном Закавказье. Полевки встречаются в увлажненных предгорных и низкогорных cубтропических лесах до высоты 600-1000 м. Достоверные находки отмечены в Ленкоранском районе Азербайджана. Ареал вида, по-видимому, простирается дальше на юго-восток по Эльбрусу в северный Иран . Отлавливалась по дороге Ленкорань – Лерик: в окрестностях с. Джи, Лелякеран, Лерик, 15-23 км западнее г. Ленкорань, 4-6 км северо-западнее с. Шуви, в 5 км севернее с. Сиов, в окр. с. Алаша, в 4 км западнее с. Тангеруд, в 3 км западнее с. Гадзова, в 2 км от с. Азербайджан, в окр. С. Бярджан и Унуз. В северном Иране полевка была отловлена в районе Курамобада, Ассалем провинции Гилян и Вейзер и Даст провинции Мазандаран. Возможно, что иранская часть ареала представлена узкой полосой южного побережья Каспийского моря с гирканской растительностью.

## Природоохранный статус
МСОП присвоил виду охранный статус LC. Численность вида может сокращаться из-за вырубки лесов, выпаса скота и других антропогенных влияний, которые заметно ухудшают условия обитания.